# Talang Kemang (Semidang Alas Maras)
Talang Kemang is een bestuurslaag in het regentschap Seluma van de provincie Bengkulu, Indonesië. Talang Kemang telt 537 inwoners (volkstelling 2010).